# 지쿠라역
지쿠라역(일본어: 千倉駅, ちくらえき)은 일본 지바현 미나미보소시에 있는 동일본 여객철도의 철도역이다. 간토 지방과 지바역에서 가장 남쪽에 있는 철도역이다.

## 역 구조
지상역이다. 승강장은 단식 1면 1선과 섬식 1면 2선으로 되어 있다. 3번선 근처에 유치선이 1개 있다. 양쪽 승강장은 과선교로 이어져 있다.
다테야마역이 관리하는 직영역으로, 오전 6시 30분부터 오후 8시까지 초록 창구를 영업하고 있다. 간이 개찰기에서 스이카 및 제휴 교통카드의 사용이 가능하다.

### 승강장
| 1 | ■ 우치보 선 (상행) | 다테야마 · 기미쓰 · 기사라즈 · 지바 · 도쿄 방면 |
| 2 | ■ 우치보 선 (하행) | 아와카모가와 방면                               |
| 3 | ■ 우치보 선 (상행) | 다테야마 · 기미쓰 · 기사라즈 · 지바 · 도쿄 방면 |

## 역세권 정보
- 미나미보소시청 지쿠라 출장소 (구 지쿠라 정사무소)
- 세토하마 해안

## 역사
- 1921년 6월 1일 - 일본국유철도의 역으로 개업했다.
- 1987년 4월 1일 - 민영화에 따라 동일본 여객철도의 소속이 되었다.
- 2009년 3월 14일 - 스이카의 사용이 가능해졌다.

## 인접역
| 동일본 여객철도 우치보 선 | 동일본 여객철도 우치보 선 | 동일본 여객철도 우치보 선  |
| ------------------------- | ------------------------- | -------------------------- |
| 지토세 소가 방면          | ■ 우치보 선               | 고코노에 아와카모가와 방면 |